# جيري سفينسون
جيري سفينسون (بالسويدية: Gerry Svensson)‏ هو مصارع هاوي سويدي، ولد في 29 يونيو 1958، وتوفي في 21 مارس 2005.

## وصلات خارجية
- جيري سفينسون على موقع قاعدة بيانات المصارعة الدولية (الإنجليزية)
- جيري سفينسون على موقع أوليمبيديا (الإنجليزية)
- جيري سفينسون على موقع اللجنة الأولمبية السويدية (السويدية)